# Manuka Oval
 (avril 2025).
Manuka Oval est un stade de 16 000 places, dont 10 000 assises, situé dans la banlieue de Griffith, voisine du quartier de Manuka, un quartier d'affaires de Canberra, la capitale de l'Australie.
Le stade abrite de nombreuses manifestations tout au long de l'année, notamment des matchs de cricket les mois d'été et des matches de football australien les mois d'hiver. 

## Histoire
Les premiers travaux importants ont débuté à Manuka Oval par la construction d'une clôture ainsi que d'autres améliorations apportées en 1929. Le terrain était utilisé auparavant simplement pour jouer au rugby à XIII et au football australien. Le premier match de cricket a été joué en avril 1930. En 2004, Manuka Oval a célébré le 75e anniversaire de sa création officielle.

## Évènements
- Coupe du monde féminine de cricket de 1988
- Coupe du monde de cricket de 1992
- Coupe du monde féminine de cricket de 2009
- Coupe du monde de cricket de 2015